# Pierre Bost
Pour les articles homonymes, voir Bost.
Pierre Bost, né le 5 septembre 1901 à Lasalle (Gard) et mort le 6 décembre 1975 à Paris 6e, est un écrivain et scénariste français. Il utilisa jusqu'en 1945 le pseudonyme de Vivarais. Il est le frère de Jacques-Laurent Bost.

## Biographie
Fils du pasteur et historien du protestantisme Charles Bost et de son épouse, Marie Zindel, il passe son enfance au Havre. Élève au lycée Henri-IV, il a Alain comme maître, mais il échoue l'agrégation.

### L’homme de lettres
Romancier, journaliste et auteur dramatique français, Pierre Bost débute au théâtre du Vieux-Colombier avec une comédie, L'Imbécile, puis se tourne vers le roman. Il écrit plusieurs ouvrages, publiés par Gallimard, parmi lesquels le roman Porte malheur ou l'essai Un an dans un tiroir.

### Le scénariste
Au début des années 1940, il devient scénariste et écrit un grand nombre de films, souvent avec son complice Jean Aurenche. Beaucoup restent célèbres comme Le Diable au corps, La Traversée de Paris, La Jument verte, etc. En 1954, le tandem Aurenche et Bost est attaqué dans les Cahiers du cinéma par François Truffaut. Avec l'arrivée de la Nouvelle Vague, leur étoile pâlit quelque peu dans les années 1960. Jean Aurenche et Pierre Bost font un retour triomphal dans les années 1970 quand ils écrivent deux films pour Bertrand Tavernier : L'Horloger de Saint-Paul et Le Juge et l'Assassin. Pierre Bost meurt en 1975.

### Le succès posthume
Dans les années 1980, Bertrand Tavernier adapte le roman de Bost Monsieur Ladmiral va bientôt mourir au cinéma sous le titre Un dimanche à la campagne. Le film remporte un grand succès, notamment au Festival de Cannes et aux Oscars. À partir de 2007, les éditions Le Dilettante entreprennent la réédition des textes de Pierre Bost. En 2012, leur catalogue comprend Porte malheur et Un an dans un tiroir, tous deux préfacés par François Ouellet. Depuis, d'autres titres ont été réédités aux Éditions La Thébaïde, dont deux ouvrages composés d'articles littéraires et cinématographiques inédits, Flots d'encre et flots de miel et La Matière d'un grand art.
En 2010, le documentaire Jean Aurenche, écrivain de cinéma consacré à son coauteur Jean Aurenche, aborde notamment le fonctionnement de sa collaboration avec Pierre Bost. Ce dernier intervient à l'écran dans plusieurs images d'archives.

## Filmographie

### Cinéma
- 1940 : L'Héritier des Mondésir d'Albert Valentin
- 1942 : Croisières sidérales d'André Zwobada
- 1942 : L'Homme qui joue avec le feu de Jean de Limur
- 1942 : Dernier Atout de Jacques Becker
- 1943 : Une étoile au soleil d'André Zwobada
- 1943 : La Chèvre d'or de René Barberis
- 1943 : Madame et le Mort de Louis Daquin
- 1943 : Douce de Claude Autant-Lara
- 1946 : La Symphonie pastorale de Jean Delannoy
- 1947 : Le Diable au corps de Claude Autant-Lara
- 1949 : Au-delà des grilles de René Clément
- 1949 : Occupe-toi d'Amélie de Claude Autant-Lara
- 1950 : Dieu a besoin des hommes de Jean Delannoy
- 1950 : Le Château de verre de René Clément
- 1951 : L'Auberge rouge de Claude Autant-Lara
- 1952 : Les Sept Péchés capitaux
- 1952 : Jeux interdits de René Clément
- 1953 : La Maison du silence de Georg Wilhelm Pabst
- 1953 : Les Orgueilleux d'Yves Allégret
- 1954 : Le Blé en herbe de Claude Autant-Lara
- 1954 : Destinées (film à sketchs)
- 1954 : Une fille nommée Madeleine d'Augusto Genina
- 1954 : Le Rouge et le Noir de Claude Autant-Lara
- 1955 : Chiens perdus sans collier de Jean Delannoy
- 1956 : Don Juan de John Berry
- 1956 : Gervaise de René Clément
- 1956 : La Traversée de Paris de Claude Autant-Lara
- 1958 : En cas de malheur de Claude Autant-Lara
- 1958 : Le Joueur de Claude Autant-Lara
- 1959 : Le Chemin des écoliers de Michel Boisrond
- 1959 : La Jument verte de Claude Autant-Lara
- 1960 : Les Régates de San Francisco de Claude Autant-Lara
- 1961 : Tu ne tueras point de Claude Autant-Lara
- 1961 : Quelle joie de vivre de René Clément
- 1962 : Le crime ne paie pas de Gérard Oury
- 1963 : Le Meurtrier de Claude Autant-Lara
- 1963 : Le Magot de Josefa de Claude Autant-Lara
- 1964 : Les Amitiés particulières de Jean Delannoy
- 1965 : Humour noir (segment La Bestiole) de Claude Autant-Lara
- 1966 : Paris brûle-t-il ? de René Clément
- 1968 : Le Franciscain de Bourges de Claude Autant-Lara
- 1974 : L'Horloger de Saint-Paul de Bertrand Tavernier
- 1976 : Le Juge et l'Assassin de Bertrand Tavernier

### Téléfilms
- 1972 : François Malgorn, séminariste d'Yves-André Hubert
- 1973 : Le Château perdu de François Chatel
- 1973 : Molière pour rire et pour pleurer
- 1973 : Lucien Leuwen de Claude Autant-Lara

### En collaboration
- Pierre Bost, Pierre Darbon et Pierre Quet, La Puissance et la Gloire, Paris, Robert Laffont, 1952, 221 p..
- Pierre Bost et Claude-André Puget, Un nommé Judas, Paris, La Table Ronde, 1956, 191 p..
- Pierre Bost, Jean Aurenche, Claude Brule et Georges Neveux, Molière pour rire et pour pleurer, Paris, Presses de la Cité, 1973, 258 p..